# Forsskaolea viridis
Forsskaolea viridis är en nässelväxtart som beskrevs av Christian Gottfried Ehrenberg och Philip Barker Webb. Forsskaolea viridis ingår i släktet Forsskaolea och familjen nässelväxter. Inga underarter finns listade i Catalogue of Life.